# Aida (album Aida)
Aida è un album della cantante italiana Aida Cooper, pubblicato dalla Ricordi nel 1989.
Il brano Questa pappa viene presentato al Festival di Sanremo nella sezione Emergenti, venendo eliminato dopo la prima esecuzione.

## Tracce

### Lato A
1. Muscoli
2. Non ci sto
3. La febbre del blues
4. Il vento dell'est
5. Palle piene

### Lato B
1. Le donne sono tutte sorelle
2. Questa pappa
3. Tutto in famiglia
4. Kansas City
5. Palle piene (reprise)

## Formazione
- Aida Cooper – voce, cori
- Claudio Golinelli – basso
- Fabrizio Consoli – chitarra
- Max Costa – programmazione
- Davide Romani – basso
- Lele Melotti – batteria
- Antonello Aguzzi – tastiera, programmazione
- Demo Morselli – tromba
- Mauro Parodi – trombone
- Luca Bonvini – trombone
- Claudio Pascoli – sax
- Amedeo Bianchi – sax
- Feiez – sax
- Fabio Treves – armonica
- Luca Jurman, Naimy Hackett, Giulia Fasolino, Silvio Pozzoli – cori